# Мопс (пас)
Мопс (хол. mops) је позната раса украсних паса.
Мопс је из Кине доведен у Европу у 16. веку и били су популарни у западној Европи и Холандији. У Великој Британији у 19. веку краљица Викторија развила је страст према њима, коју је пренела и на остале чланове краљевске породице.
Мопсеви су познати по томе што су одани и нежни пси. Амерички кинолошки клуб описује пасмину као „уравнотежену и шармантну“. Пас ове пасмине препознат је као најбољи на „Светској изложби паса“ 2004. године.
Пас је живахног, веселог и истовремено уравнотеженог карактера, племенит и пријатан према власнику. Живе 13-15 година.

## Историја
Мопс је древна кинеска пасмина. У раним кинеским рукописима помињу се "квадратни, ниски пси са кратком њушком". У Кини су били пси „Ха Па“ и „Луо Јие“. Те две сорте биле су веома сличне и разликовале су се само по дужини длаке. Ха Па су били дугодлаки. Вероватно су преци псића били „Ло Јие“, били су попут пекинезера, али имали су кратку длаку. Били су племенити пси и живели су у богатим домовима. Тада још нису имали тако дубоке боре, али јасан узорак бора на челу се појавио и био је сличан хијероглифима. Зато су се боре на челу мопса звале царски знак. Мопс је дошао у Француску са турском флотом 1553. године. Касније је ова пасмина постала вољена у Холандији, где је њена боја упоређена са бојама владајуће куће Оран. Када је Вилијам III постао краљ Енглеске, он и његова супруга Марија II су 1689. године довели мопса из Холандије. Ова пасмина била је веома популарна око два века. Али постепено су постале све мање. 1864. за енглеску краљицу Викторију, која је желела да има ову пасмину, једва су пронашли једног пса. Након 20 година, створен је први клуб љубитеља мопсева, и захваљујући њему, пасмина је почела да се побољшава и стиче оне стандарде који су код ових паса још увек цењени. Прва супруга Наполеона, царица Жозефина, имала је вољеног мопса по имену Фортуна.

## Званични стандарди пасмине
Мопс је пас квадратног формата, компактан и пропорционалан. Стандарди на прелазу између 17. и 19. века подразумевали су тежину стена од 6–8 кг. Стандард није одредио висину гребена, али у пракси би оптимална висина куја требала бити у распону од 25-30,5 цм, мужјака - 30,5-33 цм. Стандарди расе из друге половине 19. века прописали су висину гребена од 30,5 цм, тежину - 7 кг.

## Пропорције мопса
Глава је велика, округла, али није јабучна, без удубљења на лобањи. Њушка је кратка, тупа, четвртаста, није окренута. Јасно означене боре. Глава мопса требало би да се уклапа у квадрат. Нос се налази на средњој линији, пролази кроз средину очију и дели предњи део главе на два, готово једнака дела - предњи део и њушку. Гледано са предње стране, лобања би требала бити скоро равна између ушију; куполаста (конвексна) или „лобања у облику јабуке“ озбиљна је мана. Када се посматра са стране, чело мопса не би требало да стрчи напред. Њушка би требала бити кратка, равна и широка, готово једнака ширини чела. Падови испод очију указују на слабу пуноћу лица. Визуелно, то чини њушку дужом, а типичан изглед главе мопса у целини нестаје. Чини се да се глава пса састоји од два дела, јер набори испод очију оштро раздвајају њушку од предње стране лобање. Доња вилица треба бити широка, а брада довољно изражена. У супротном, цело лице ће изгледати неразвијено и сужено.